# Gabriel Posada Villa
Gabriel Posada Villa (Medellín, 1869 - Nueva York, 1930) fue un químico, empresario y político colombiano, conocido por haber fundado la empresa de bebidas Postobón. 
Así mismo, durante el gobierno de Pedro Nel Ospina, sirvió como el último titular del Ministerio del Tesoro antes de su abolición. 

## Biografía
Nació en Medellín en 1869, hijo de Juan Crisóstomo Posada Restrepo y de María Josefa Villa Vélez, ambos descendientes de familias de acaudalados empresarios. Realizó sus estudios primarios y secundarios en Medellín, para después viajar a Nueva York, donde estudió en la Química en la Universidad de Columbia.
De regreso en Colombia, fundó una farmacia llamada Droguería Posada Villa. Un empleado de esa empresa, Valerio Tobón Olarte,que comenzaría a experimentar con los medicamentos que allí se vendían para intentar emular el sabor de las gaseosas inglesas Jewsbury & Brawn, entonces la marca más popular de esa bebida en Colombia. Pronto, Posada Villa consiguió algunas maquinarias para la producción de bebidas que dio a Tobón. Rápidamente Posada Villa y Tobón Olarte se asociaron la empresa "Posada & Tobón", creada el 11 de octubre de 1904. El primer producto de tal empresa fue la Kola Champaña. La bebida pronto se hizo muy popular en 
los bares, tiendas, clubes sociales y hogares de Antioquia. Este primer producto se distribuyó en un carro y  su primera planta la llegó a ubicarla en las calles Colombia y Sucre, en el centro de Medellín, pero debido a la geografía del país, la empresa no podía distribuir sus productos a través de todas las ciudades y pueblos. En esta etapa, Posada y Tobón decidieron abrir dos fábricas: la primera se abrió en 1906 en Manizales y la segunda en Cali del mismo año.
Así mismo, fue accionista de múltiples empresas como el Banco Central Antioqueño, la Compañía Minera de Colombia, la Cervecería Antioqueña y la Empresa Antioqueña de Transportes. También fue un importante dirigente deportivo.
Tras su éxito empresarial, Posada Villa fue designado en 1922 como Ministro del Tesoro por parte del presidente Pedro Nel Ospina, ejerciendo tal cargo hasta 1923, cuando el Ministerio fue puesto en interinidad con Aristóbulo Archila Reyes para preparar su fusión con el Ministerio de Hacienda para formar el Ministerio de Hacienda y Crédito Público. 
Falleció en Nueva York, Estados Unidos, cuando este país atravesaba por la Gran Depresión.